# Trioza ocoteae
Trioza ocoteae är en insektsart som beskrevs av Houard 1933. Trioza ocoteae ingår i släktet Trioza och familjen spetsbladloppor. Inga underarter finns listade i Catalogue of Life.